# Motagua New Orleans
Motagua New Orleans é uma agremiação esportiva da cidade de Nova Orleães, Louisiana.  Atualmente disputa a Gulf Coast Premier League, liga afiliada a United States Adult Soccer Association. O nome, escudo e cores são o tributo ao Club Deportivo Motagua, de Honduras.

## História
Fundado por três famílias hondurenhas em Nova Orleães, as famílias Serrano, Martinez e Diaz. Em 2015 a equipe conquista a USASA Region III National Cup. O título garantiu eles na USASA National Cup, principal torneio da USASA. Em 2016 o clube ganha notoriedade por se tornar a primeira equipe de Louisiana a disputar a Lamar Hunt U.S. Open Cup no atual formato.

## Títulos
Campeão Invicto
| NACIONAIS      | NACIONAIS                     | NACIONAIS | NACIONAIS                          |
|                | Competição                    | Títulos   | Temporadas                         |
| -------------- | ----------------------------- | --------- | ---------------------------------- |
| Estados Unidos | USASA Region III National Cup | 2         | 2015, 2017                         |
| REGIONAIS      |                               |           |                                    |
|                | Competição                    | Títulos   | Temporadas                         |
| Estados Unidos | Gulf Coast Premier League     | 3         | 2014-2015, 2015-2016, 2016-2017    |
| ESTADUAIS      |                               |           |                                    |
|                | Competição                    | Títulos   | Temporadas                         |
| Estados Unidos | ISLANO                        | 6         | 1994, 2004, 2013, 2014, 2015, 2016 |

## Estatísticas

### Participações
|  | Participações em 2018 |

| Competição     | Competição               | Temporadas | Melhor campanha      | Estreia | Última | P | R |
| Estados Unidos | Lamar Hunt U.S. Open Cup | 1          | Primeira Fase (2016) | 2016    | 2016   |   | – |